# Il commissario (film)
Il commissario è un film prodotto nel 1962 e diretto da Luigi Comencini.

## Trama
Dante Lombardozzi è un giovane e zelante vicecommissario di polizia alle prese con un omicidio eccellente: l'uccisione di un noto uomo politico democristiano, il professor Di Pietro.
Lombardozzi indaga con scrupolo, non credendo alla versione ufficiale dei fatti, secondo cui Di Pietro sarebbe stato investito fortuitamente da un giovane piccolo criminale reo-confesso, tale  Armando  Provetti. Lo muovono l'ambizione professionale e il desiderio di costruirsi un futuro con la sua neo-fidanzata Marisa.  Superando coraggiosamente imbarazzi e veti interni dell'apparato politico e burocratico, Lombardozzi ricostruisce ciò che è successo.
In un primo momento, arriva alla conclusione che Di Pietro, prima ancora di venire investito, è stato percosso alla testa; e trova sufficienti elementi indiziari per incastrare ancora il Provetti, che nuovamente confessa la propria colpevolezza.
Successivamente, capisce che Di Pietro in realtà è rimasto vittima di una prostituta, tale Maria detta Manicomio, che frequentava ogni tanto, della quale il Provetti era protettore, ma anche innamorato.
Ma è una verità che non si può rivelare, per non infangare la memoria dello stimatissimo professor Di Pietro. E non è finita qui.
La prostituta Maria, sotto pressione, si suicida; il Provetti prontamente ritratta e getta la responsabilità dell'accaduto sulla donna. Lombardozzi si convince che il Provetti dice la verità e si impegna per trovare testimoni a sua discolpa, ma non ne trova (il fratello della morta distrugge la lettera che scagionava Provetti). E così, quando il Provetti anche di fronte al giudice ritratta la sua versione, per evitare il carcere, arrivando a sostenere che la precedente confessione gli era stata estorta con la violenza da Lombardozzi, questi non lo contraddice e anzi ne conferma le parole. Insomma, per non mandare in galera un innocente, che pure lo ha gravemente calunniato, si sacrifica, compromettendo la sua carriera.
Tempo dopo, avrà comunque modo di rifarsi: si vendicherà sull'infame Provetti, malmenandolo in un bagno del cinodromo; ricucirà il suo rapporto con Marisa, andando finalmente a conoscere i suoi genitori; e troverà un nuovo impiego, come rappresentante di commercio, presso la ditta produttrice di pasta del padre di lei.